# يفون كوتيه
يفون كوتيه هو سياسي كندي، ولد في 16 مارس 1939 في كيبك في كندا. نشط حزبياً في الحزب الكندي التقدمي المحافظ. وقد انتخب عضو مجلس العموم الكندي.